# Hausfrauisierung
Hausfrauisierung ist ein Begriff der feministischen marxistischen Gesellschaftskritik, der Ende der 1970er Jahre vor allem von Maria Mies geprägt wurde. Er bezeichnet die Entwertung häuslicher, meist von Frauen ausgeführter Arbeit im kapitalistischen System.

## Begriffsursprung
Der Begriff der Hausfrauisierung wurde 1979 von Maria Mies im Rahmen ihrer Forschungen über Spitzenhäklerinnen in Südindien geprägt, also während der Beschäftigung mit der „Frauenfrage“ in Entwicklungsländern. Mies stellte fest, dass diese Frauen nicht nur für die Hausarbeit zuständig waren, sondern in Heimarbeit zudem für die Spitzenindustrie produktiv tätig waren. Ihre Entlohnung war äußerst gering, weil sie lediglich als Zusatzeinkommen zu dem eines männlichen Ernährers zählte.

## Begriffserklärung
In der seit Mitte der 1970er Jahre geführten kritischen Auseinandersetzung mit der geschlechtlichen Arbeitsteilung wurde festgestellt, dass Hausarbeit
1. nach damaliger Auffassung nicht für einen Lohn, sondern „aus Liebe“[2] getan wird,
2. die billigste Form der Reproduktion von Arbeitskraft ist und
3. einen blinden Fleck in der Marx’schen Ökonomie darstellt.[1]

Die so genannte „Bielefelder Gruppe“ um Mies betrachtet Hausarbeit als Basis des Kapitalismus, im Gegensatz zu Karl Marx, der die Lohnarbeit als Basis ansieht. Mies spricht von der strukturellen Entwertung weiblicher Arbeit im Kapitalismus und von „hausfrauisierten Arbeitsverhältnissen“.
Hausfrauisierung soll ausdrücken, dass Frauen in patriarchalischen Gesellschaften generell und automatisch als Hausfrau angesehen und behandelt werden, wobei die geleistete Hausarbeit nicht als produktiv anerkannt und als Nicht-Arbeit deklariert wird.
Darüber hinaus impliziert Hausfrauisierung, dass weibliche Lohnarbeit geringer vergütet wird als männliche, weil sie ebenfalls als nicht entlohnungswürdige „Hausfrauentätigkeit“ betrachtet werde. Hausfrauisierung wird als Hauptursache für den heute noch in Deutschland bestehenden Gender-Pay-Gap zwischen Männern und Frauen angesehen.

## Ursachen der Hausfrauisierung

### Urbanisierung
Eine der Ursachen von Hausfrauisierung ist die Urbanisierung, die Mies in Entwicklungsländern beobachten konnte und die in industrialisierten Gesellschaften bereits fortgeschritten ist. Auf dem Land sind die für Ernährung und Unterhalt notwendigen Arbeiten in der gesamten Familie verteilt: Frauen arbeiten meist auf den Feldern, schaffen Brennmaterial oder Wasser heran und bereiten die landwirtschaftlichen Produkte zum Verkauf vor, während Männer die Produkte häufig vertreiben. Viele der Aufgaben von Frauen fallen durch Abwanderung in eine Stadt weg; die Männer hingegen können Teile ihrer Aufgaben behalten. Dadurch kommt es zum teilweisen Funktionsverlust der Frauen, oft durch patriarcho-religiöse (z. B. islamische) Traditionen verstärkt. Bleiben die Frauen auf dem Land zurück, während die Männer in die Stadt ziehen, spricht man von der Feminisierung der Landwirtschaft.

### Aufstreben des Bürgertums
Eine weitere Ursache der Hausfrauisierung ist die Trennung von Haushalt und Betrieb, die sich im europäischen Handwerk im 18. und 19. Jahrhundert vollzog. Die Emanzipierung bürgerlicher Männer war begleitet von einem Prozess der Domestizierung bürgerlicher Frauen.

### Kolonisierung
Die Hausfrauisierung ist nach der Auffassung von Mies eine wesentliche Folge der Kolonisierung. Der Kolonialismus ermöglichte eine Entfaltung der Produktivkraft und hohes Wirtschaftswachstum, sodass Unternehmer ihren Arbeitern Löhne zahlen konnten, die so hoch waren, dass sie für den Unterhalt einer nicht-erwerbstätigen Hausfrau und Kindern genügten. Vorher war das nur im Bürgertum möglich.

## Folgen der Hausfrauisierung
1. Frauen werden aufgrund ihrer im kapitalistischen System oft nicht benötigten Produktivarbeitskraft lediglich auf Reproduktionsaufgaben (Kinder bekommen, versorgen, erziehen) und die Erledigung der durch alle Familienmitglieder anfallenden Hausarbeit reduziert. Durch das gleichzeitig mit Urbanisierung und Industrialisierung erfolgte Auseinanderbrechen der Großfamilie in eine Kernfamilie kommen nun nicht mehr alte und körperlich schwache Familienmitglieder für diese Aufgaben mit auf und die Hausfrauen müssen sie ganz übernehmen. Durch die Rolle des Mannes als „Ernährer“ der Frau wird er auch zu ihrem politischen Stellvertreter.
2. Unter anderem die geringere Entlohnung arbeitender Frauen führt nach Ansicht von Claudia von Werlhof zur Tendenz der Unternehmen, geschützte Lohnverhältnisse zugunsten von deregulierten, ungeschützten, flexiblen, hausfrauisierten Arbeitsverhältnissen abzubauen. Merkmale der Hausarbeit, wie das jederzeitige Zur-Verfügung-Stehen, geringer oder kein Lohn (Ehrenamt), kein Schutz der Arbeitsverhältnisse, Isolation und keine gewerkschaftliche Interessenvertretung, fänden sich in diesen neuen Beschäftigungsverhältnissen wider.[3] Dabei sei es gleichbedeutend, ob ein Mann oder eine Frau dieses Verhältnis einginge.
3. Die Tendenz der Hausfrauisierung werde nach Maria Mies verstärkt, da das internationale Kapital vor allem in Billiglohnländern investiere, wo ein hoher Prozentsatz der Arbeitskräfte unverheiratete, junge Frauen sind, die wegen ihrer Hausfrauenqualifikationen eingestellt werden (etwa in der Bekleidungsindustrie). Die Deklaration dieser Angestellten zu Hausfrauen rechtfertigt die Zahlung niedriger Löhne und die Entlassung nach der Verheiratung, um Mutterschutzbestimmungen und Kündigungsschutz zu umgehen.[1]

## Konsequenz dieser Betrachtungsweise
Die politische Konsequenz, die ein Teil der Frauenbewegung aus Mies’ Analyse zog, war die Forderung nach der Entlohnung von Hausarbeit.